# يان روبرتسون (لاعب اتحاد الرغبي)
يان روبرتسون (بالإنجليزية: Ian Robertson)‏ هو لاعب اتحاد الرغبي أسترالي، ولد في 26 نوفمبر 1951 في سيدني في أستراليا.